# Santa Apolónia (stație de metrou din Lisabona)
Santa Apolónia este stația terminus din sudul liniei albastre a metroului din Lisabona. Stația asigură un acces facil la Museu do Fado, la Muzeul Militar din Lisabona și la Terminalul de pasageri Santa Apolónia.

## Istoric
Santa Apolónia a fost inaugurată pe 19 decembrie 2007, în același timp cu stația Terreiro do Paço, odată cu prelungirea liniei albastre până la Santa Apolónia. Stația este situată sub bulevardul Avenida Infante D. Henrique, asigurând o legătură cu Gara Santa Apolónia de pe liniile Nord și Azambuja. Denumirea stației de metrou provine de la numele gării, construită parțial pe locul vechii mănăstiri Santa Apolónia.
Proiectul arhitectonic al stației a fost conceput de Leopoldo de Almeida Rosa, iar decorațiunile de artistul plastic José Santa-Bárbara.
Precum toate stațiile noi ale metroului din Lisabona, Terreiro do Paço este echipată pentru a deservi și persoanele cu dizabilități locomotoare, dispunând de lifturi și scări rulante pentru ușurarea accesului la peroane.

## Legături

### Autobuze orășenești

#### Carris
- 206 Cais do Sodré ⇄ Bairro Padre Cruz (dimineața)
- 210 Cais do Sodré ⇄ Prior Velho (dimineața)
- 706 Cais do Sodré ⇄ Gara Santa Apolónia
- 712 Santa Apolónia (metrou) ⇄ Alcântara Mar (Museu do Oriente)
- 728 Restelo - Av. das Descobertas ⇄ Portela - Av. dos Descobrimentos
- 734 Martim Moniz ⇄ Gara Santa Apolónia
- 735 Cais do Sodré ⇄ Spitalul Santa Maria
- 759 Restauradores ⇄ Gara Oriente (Interface)
- 781 Cais do Sodré ⇄ Prior Velho
- 782 Cais do Sodré ⇄ Praça José Queirós
- 794 Terreiro do Paço ⇄ Gara Oriente (Interface)[5]

### Feroviare

#### Comboios de Portugal
- Lisboa - Santa Apolónia ⇄ Azambuja
- Lisboa - Santa Apolónia ⇄ Entroncamento (Regional)
- Lisboa - Santa Apolónia ⇄ Torres Vedras (Regional)
- Lisboa - Santa Apolónia ⇄ Caldas da rainha (Regional)
- Lisboa - Santa Apolónia ⇄ Castelo Branco (Regional)
- Lisboa - Santa Apolónia ⇄ Porto-Campanhã (Regional)
- Lisboa - Santa Apolónia ⇄ Guarda (Regional)
- Lisboa - Santa Apolónia ⇄ Tomar (InterRegional)
- Lisboa - Santa Apolónia ⇄ Porto - Campanhã (InterRegional)
- Lisboa - Santa Apolónia ⇄ Porto - Campanhã (Intercity)
- Lisboa - Santa Apolónia ⇄ Braga (Intercity)
- Lisboa - Santa Apolónia ⇄ Guimarães (Intercity)
- Lisboa - Santa Apolónia ⇄ Guarda (Intercity)
- Lisboa - Santa Apolónia ⇄ Covilhã (Intercity)
- Lisboa - Santa Apolónia ⇄ Porto - Campanhã (Alfa Pendular)
- Lisboa - Santa Apolónia ⇄ Braga (Alfa Pendular)
- Lisboa - Santa Apolónia ⇄ Guimarães (Alfa Pendular)
- Lisboa - Santa Apolónia ⇄ Hendaye (Internațional)
- Lisboa - Santa Apolónia ⇄ Madrid (Internațional)[6]